# 迪尼霍特索 (亞利桑那州)
迪尼霍特索（英語：Dennehotso）是位於美國亞利桑那州阿帕契縣的一個人口普查指定地區。根據2010年美國人口普查，該地人口為746人，而該地的面積約為25.80平方千米。

## 地理
迪尼霍特索的座標為36°50′14″N 109°51′39″W / 36.83722°N 109.86083°W，而該地最高點為海拔高度1529米（即5015英尺）。